# Сімнадцятий трансатлантичний
Сімнадцятий трансатлантичний — радянський художній фільм 1972 року, знятий на Кіностудії ім. О. Довженка і Одеській кіностудії.

## Сюжет
Червень 1942 року. З Ісландії до Мурманська відправляються транспортні кораблі з військовими вантажами — допомогою союзників воюючому СРСР. Охорона їх доручена британським військово-морським силам. Але коли гітлерівські підводні човни і авіація напали на караван, англійські кораблі, виконуючи наказ свого командування, не вступили в бій, кинувши транспорт без охорони у відкритому морі. У жорстокому бою загинуло 23 корабля з найціннішими вантажами.

## У ролях
- Ольга Матешко — Ольга Петрівна
- Олександр Лазарев — Лухманов, капітан транспорту «Кузбас»
- Валерій Бабятинський — лейтенант Мітчелл
- Костянтин Параконьєв — Сава Іванович, помполіт
- Валерій Ольшанський — Олексій Птахов, «Капітан» транспорту «Голд Стелла» («Gold Stella»)
- Олексій Чернов — Синіцин, Єрмолаїч
- Євген Коваленко — боцман
- Юрій Комаров — лікар
- Борислав Брондуков — Семячкін, кермовий
- Олексій Кожевников — кок
- Віктор Жовтий — Марченко, радист-сигнальник
- Сергій Зінченко — Сергуня Кочетов, моторист
- Олександр Чумак — перший морський лорд
- Юрій Сдобников — коммодор англійського адміралтейства
- Олександр Ануров — британський капітан
- Володимир Наумцев — командувач
- Леонід Євтіф'єв — англійська моряк
- Валерій Панарін — радист
- Олександр Мовчан — Мартен
- Олександр Барушной — військово-морський представник Англії
- Вілорій Пащенко — моряк
- Володимир Бібіков — епізод
- Андрій Пинаєв — епізод
- Давид Яновер — епізод
- Микола Манохін — епізод
- Борис Юрченко — помічник Птахова
- Володимир Мишаков — заступник командувача
- Микола Гудзь — моряк
- Юрій Рудченко — учасник наради
- Вадим Верещак — учасник наради

## Знімальна група
- Сценарист: Костянтин Кудієвський
- Режисер-постановник: Володимир Довгань
- Оператор-постановник: Вадим Верещак
- Художник-постановник: Віталій Шавель
- Композитор: Володимир Дашкевич
- Звукооператор: Георгій Парахніков
- Режисер: Ю. Хоменко
- Художник по костюмах: Сталіна Рудько
- Художник по гриму: Л. Лісовська
- Режисер монтажу: Доллі Найвельт
- Редактор: Валентина Ридванова
- Комбіновані зйомки: оператор — Г. Сігалов, художник — Володимир Цирлін
- Асистенти режисера: М. Яскович, М. Шарц, Олег Бійма
- Асистенти оператора: Г. Красноус, Г. Контесов, Геннадій Енгстрем
- Консультанти: віце-адмірал М.І. Ховрін; капітани далеко плавання В.І. Тихонов, В.К. Павлов
- Хор Київськой консерваторії, хормейстер Павло Муравський
- Заслужений Симфонічний оркестр Українського радіо, диригент — Вадим Гнєдаш
- Директор картини: Давид Яновер